# Langi Ghiran Forest Park
Langi Ghiran Forest Park är en park i Australien. Den ligger i delstaten Victoria, omkring 170 kilometer väster om delstatshuvudstaden Melbourne. Langi Ghiran Forest Park ligger 899 meter över havet.
Runt Langi Ghiran Forest Park är det mycket glesbefolkat, med 3 invånare per kvadratkilometer.. Närmaste större samhälle är Ararat, omkring 16 kilometer väster om Langi Ghiran Forest Park. 
I omgivningarna runt Langi Ghiran Forest Park växer huvudsakligen savannskog. Genomsnittlig årsnederbörd är 648 millimeter. Den regnigaste månaden är juli, med i genomsnitt 88 mm nederbörd, och den torraste är januari, med 19 mm nederbörd.